# Asiatiska sällskapet i Bangladesh
Asiatiska sällskapet i Bangladesh, lärd förening grundad 1952 i Dhaka av orientalister som lämnat Calcutta och Asiatiska sällskapet i Bengalen, i samband med separationen mellan Indien och Pakistan 1947. Sällskapet, i vars formella ledning presidenten i Bangladesh står, har som sitt syfte att studera "människan och naturen i Asien".